# إرنست تشين
السير إرنست بوريس تشين (بالإنجليزية: Ernst Boris Chain) ـ (19 يونيو 1906 ـ 12 أغسطس 1979) عالم كيمياء حيوية بريطاني، ألماني المولد. تقاسم  جائزة نوبل في الطب لعام 1945 مع البريطاني السير ألكسندر فليمنغ والأسترالي هوارد فلوري لأبحاثهم في البنسلين.

## مولده ونشأته في ألمانيا
ولد تشين في برلين لعائلة يهودية، وكان أبوه ميكايل تشين ـ وهو روسي نزح إلى ألمانيا لدراسة الكيمياء ـ كيميائيًا ورجل صناعة يعمل في المنتجات الكيميائية، اما أمه مارغريت آيزنر فكانت من مدينة برلين.
في سنة 1930 نال تشين شهادة جامعية في الكيمياء من جامعة فردريش فيلهيلم (جامعة هومبولت في برلين حاليًا). وبعد صعود النازيين إلى السلطة في ألمانيا، ادرك تشين ـ لكونه يهوديًا ـ أنه بقاءه في ألمانيا لن يكون اختيارًا آمنًا، فنزح من ألمانيا إلى إنجلترا سنة 1933.

## أبحاثه في إنجلترا

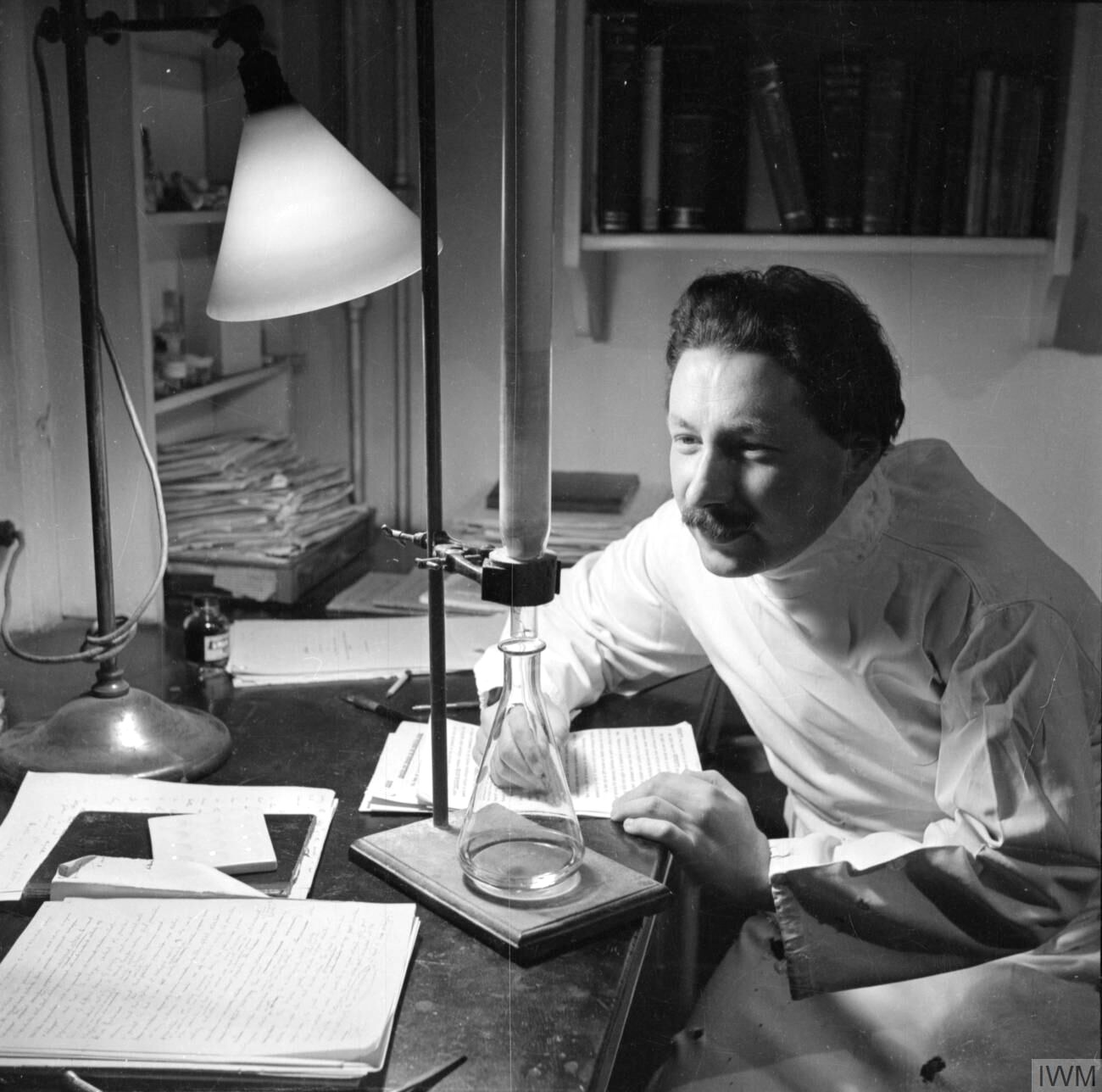
إرنست تشين يجري تجربة في مكتبه بمدرسة علم الأمراض في جامعة أكسفورد سنة 1944

في إنجلترا بدأ تشين أبحاثه في جامعة كامبردج تحت إشراف السير فريدريك هوبكنس، ثم انتقل عام 1935 إلى جامعة أكسفورد ليعمل محاضرًا في علم الأمراض، وهناك أجرى العديد من الأبحاث في موضوعات متنوعة منها سموم الثعابين وأيض الأورام وتقنيات الكيمياء الحيوية.
في سنة 1939 شارك تشين هوارد فلوري اهتمامه بالبحث في مضادات البكتريا الطبيعية التي تفرزها الأحياء الدقيقة، وقد رجعا أثناء ذلك إلى البحث الذي نشره السير ألكسندر فليمنغ قبل تسع سنوات عن البنسلين، فشرع تشين وفلوري يبحثان في تركيب للبنسلين واستخداماته العلاجية. وقد وضع تشين صيغة تركيبية نظرية للبنسلين أكدتها فيما بعد دراسة البلورات بالأشعة السينية التي قامت بها لاحقًا دوروثي هودجكن. وقد استحق تشين وفلوري وفليمنغ بذلك جائزة نوبل في الطب سنة 1945.

## بعد الحرب العالمية الثانية

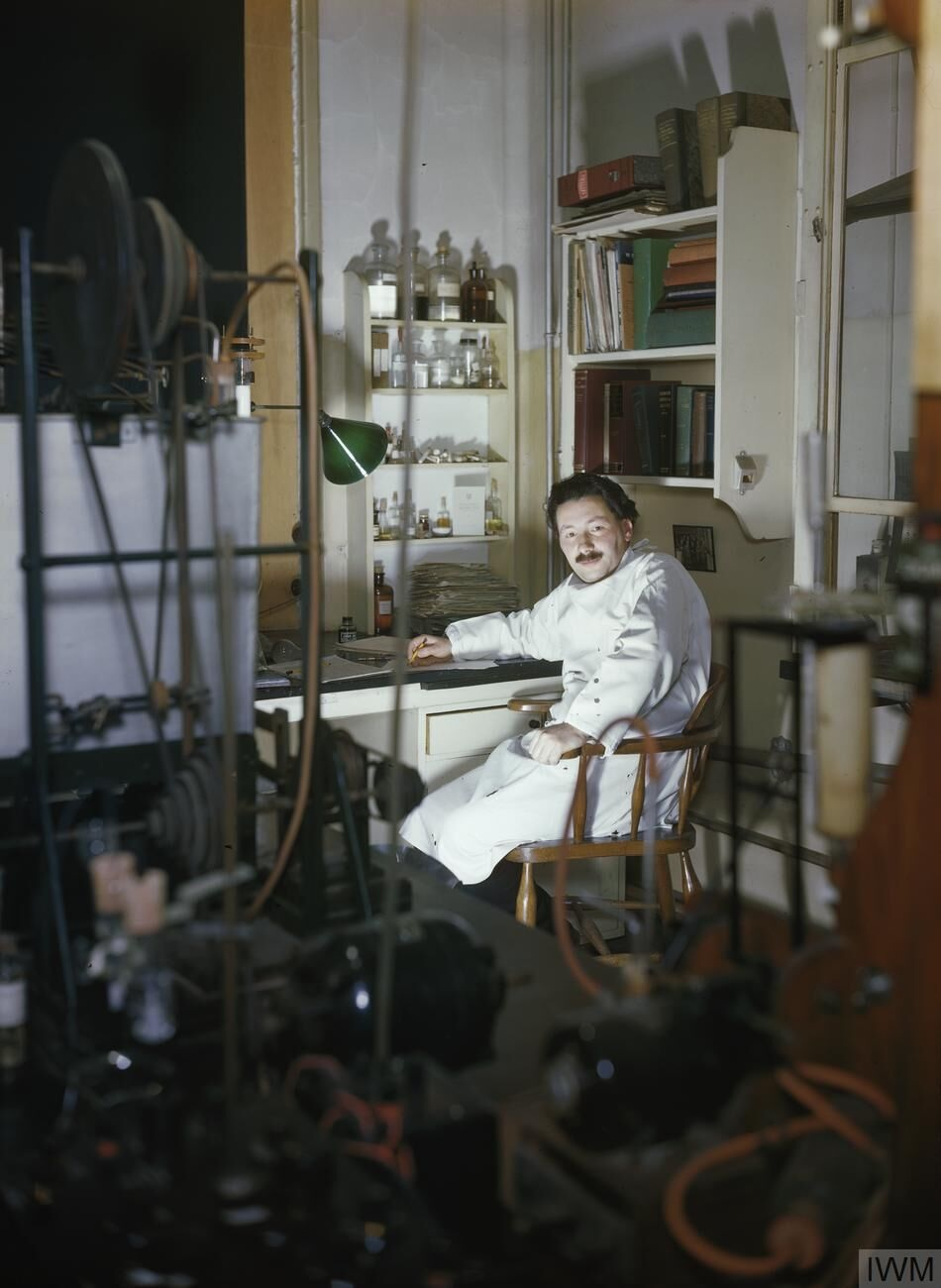
إرنست تشين في معمله.

قبيل نهاية الحرب العالمية الثانية، علم تشين بمقتل أمه وأخته في الحرب. وبعد أن وضعت الحرب أوزارها، انتقل تشين إلى روما، حيث عمل في المعهد العالي للصحة (بالإيطالية: Istituto Superiore di Sanità)، قبل أن يعود إلى بريطانيا سنة 1964 ليؤسس ويرأس قسم الكيمياء الحيوية في الكلية الإمبراطورية بلندن (إمبريال كوليج لندن)، حيث ظل يعمل ـ متخصصًا في تقنيات التخمر ـ حتى تقاعده.

## أسرته
في سنة 1948 تزوج تشين من آن تشين، شقيقة المؤرخ البريطاني اليهودي ماكس بيلوف.

## هويته اليهودية
اهتم تشين بهويته اليهودية بشكل خاص في أواخر حياته، فأصبح عضوًا بمجلس محافظي معهد وايزمان للعلوم في رحوفوت سنة 1954، ثم صار عضوًا بالمجلس التنفيذي للمعهد في وقت لاحق.
عني تشين بتربية أولاده على مبادئ اليهودية وتعليمهم الدين اليهودي، وقد عبر تشين بوضوح عن آرائه فيما يتعلق بيهوديته في خطاب عنوانه «لماذا أنا يهودي؟» (بالإنجليزية: Why I am a Jew)‏ ألقاه في مؤتمر المفكرين الذي نظمه المجلس اليهودي سنة 1965.

## تكريمه

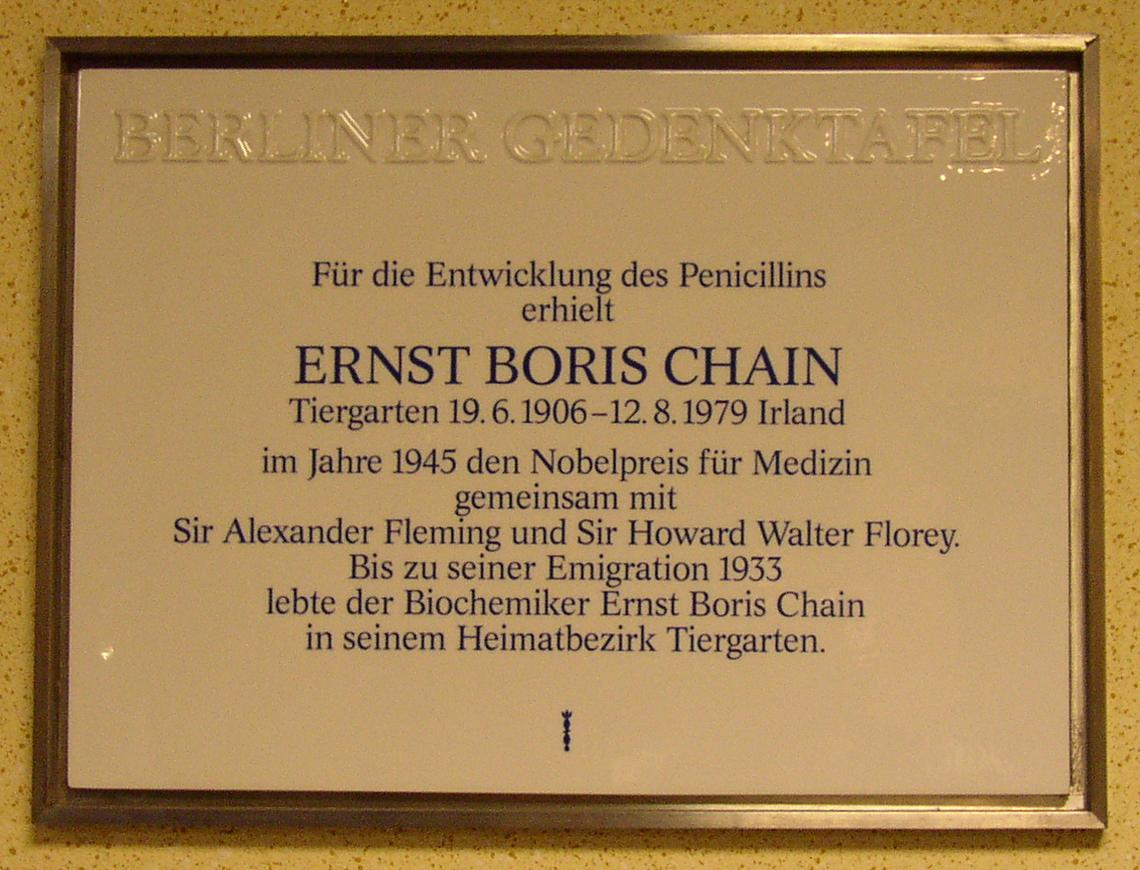
لوحة تذكارية لإرنست تشين في برلين

حصل تشين على لقب سير (فارس) سنة 1969، كما كرم بعد وفاته بإطلاق اسمه على قسم الكيمياء الحيوية في إمبريال كوليج لندن، وعلى طريق في مدينة كاسلبار الأيرلندية التي شهدت وفاته.

## وفاته
توفي تشين في مستشفى مايو العام في كاسلبار بغرب جمهورية أيرلندا سنة 1979.

## وصلات خارجية
- إرنست تشين على موقع الموسوعة البريطانية (الإنجليزية)
- إرنست تشين على موقع مونزينجر (الألمانية)
- إرنست تشين على موقع ميوزك برينز (الإنجليزية)
- إرنست تشين على موقع إن إن دي بي (الإنجليزية)
- سيرة إرنست تشين على موقع جائزة نوبل (بالإنجليزية)